# Guerra de Mutina
Guerra de Mutina ou Guerra de Módena foi uma guerra travada na península Itálica entre 44 e 43 a.C., logo depois do assassinato de Júlio César, pelas forças de seu principal general, Marco Antônio, contra os seguidores do Senado Romano, lideradas pelo herdeiro de César, Otaviano. A guerra, que foi um conflito entre os herdeiros do legado de César, terminou, apesar de duas derrotas em combate, como uma vitória estratégica de Marco Antônio, que conseguiu forçar a formação do Segundo Triunvirato.

## Causas
Depois do assassinato de Júlio César, em 15 de março de 44 a.C., o poder em Roma caiu nas mãos dos cesarianos, o cônsul Marco Antônio, o mestre da cavalaria Marco Emílio Lépido, Lúcio Cornélio Balbo, o Menor, e Aulo Hírcio. O assassinos, conhecidos como liberatores, encabeçados por Marco Júnio Bruto e Caio Cássio Longino, estavam isolados e divididos no Capitólio, com medo da reação do povo que adorava o ditador morto. Seu principal erro foi o de não terem assassinado também os principais aliados de César. As legiões também eram muito fieis ao ditador e as tentativas de Hírcio e de Públio Cornélio Dolabela de conquistarem a confiança dos soldados fracassaram. Dois dias depois do assassinato, Marco Antônio se apresentou perante o Senado Romano acenando com paz e promessas de reconciliação, mas, em 20 de março, durante o funeral de César, seu discurso inflamou o povo a tal ponto que os liberatores tiveram que fugir para o Lácio no início de abril. Marco Antônio mais uma vez se mostrou conciliador e permitiu que Caio Trebônio assumisse o governo da Ásia, Tílio Cimber, a Bitínia e Décimo Júnio Bruto Albino, a Gália Cisalpina. Dolabela se preparava para assumir o governo da Síria e o próprio Marco Antônio, a Macedônia. As províncias de Ilírico, África couberam a Públio Vatínio e Tito Sêxtio. Lúcio Estaio Murco e Quinto Márcio Crispo foram enviados para Apameia, onde estava em revolta o pompeiano Quinto Cecílio Basso.
Contudo, o equilíbrio de forças se alterou com a chegada a Brundísio do herdeiro de César, Caio Júlio César Otaviano, que imediatamente entrou em contado com vários cesarianos, como Hírcio, Caio Víbio Pansa Cetroniano e Lúcio Cornélio Balbo. Ele pressionou para que Bruto e Cássio fossem expulsos da Itália e, entre 1 e 2 de junho de 44 a.C., conseguiu a aprovação da "Lex de permutatione provinciarum", que alterou os governos provinciais: Antônio iria para a Gália Comata (sem perder o comando das legiões dos Bálcãs) e Décimo Bruto não receberia nada. Em 1 de agosto, o Senado Romano ordenou a expulsão dos líderes dos liberatores e Antônio obedeceu, recebendo como prêmio o comando de Creta e Cirenaica. Contudo, sua posição foi minada nos meses seguintes por Cícero. Antônio então viajou para Brundísio para assumir o comando de suas legiões que vinham da Macedônia. Otaviano tentou tomar o poder para si com seu exército privado no início de novembro, mas o golpe fracassou rapidamente. Ele e seus principais aliados, Marco Vipsânio Agripa, Quinto Salvidieno Rufo e Caio Cílnio Mecenas foram então obrigados a fugir para Arrécio, no norte da Itália.

## Guerra
Em 29 de novembro, Antônio saiu de Brundísio com suas legiões em direção à Gália Cisalpina para enfrentar o liberator Décimo Júnio Bruto Albino, que se mostrava cada vez mais beligerante. Ele também ordenou que seus generais Públio Ventídio Basso e Lúcio Decídio Saxa que recrutassem tropas na Campânia e em Piceno. Enquanto isto, Cícero havia conseguido juntar em um só grupo Hírcio, Pansa Cetroniano e Otaviano. Ele contava ainda com o apoio dos governadores Marco Emílio Lépido, da Hispânia Citerior e da Gália Narbonense, Caio Asínio Polião, da Hispânia Ulterior, e Lúcio Munácio Planco, da Gália Comata. Contudo, somente Polião era confiável, pois os demais estavam muito distantes. Em 20 de dezembro, Cícero denunciou duramente as ações de Marco Antônio em Roma e conseguiu o respaldo do Senado para as ações de Otaviano e Décimo Bruto. 
Nesse ínterim, Antônio chegou a Arímino e ordenou que Décimo Bruto lhe entregasse seu exército e o comando da província. Diante da recusa, Antônio cercou Mutina, a capital da província. Em 1 de janeiro de 43 a.C., Hírcio e Pansa foram eleitos cônsules e iniciaram um debate que durou quatro dias sobre o que fazer com Antônio; somente Quinto Fúfio Caleno o defendeu. Foram enviados como embaixadores até ele Lúcio Calpúrnio Pisão Cesonino, Lúcio Márcio Filipo e Sérvio Sulpício Rufo, com a missão de demovê-lo de sua campanha e convencê-lo a se entregar ao Senado. Porém, todas as tratativas fracassaram por causa da feroz oposição de Cícero. O Senado conferiu a Otaviano poderes proconsulares para que ele e os cônsules se unissem a Décimo Bruto para enfrentar Marco Antônio; além disto, Otaviano recebeu uma estátua equestre em ouro no Fórum Romano e o dinheiro que ele havia investido para formar um exército foi restituído do tesouro público. Contudo, o Senado também deu uma ordem secreta aos cônsules, indicando que que, assim que Marco Antônio fosse derrotado, as duas legiões entregues a Otaviano lhe fossem retiradas. Desta forma, permaneceriam enfraquecidos tanto Marco Antônio quanto Otaviano. Em 15 de março, Antônio criticou Otaviano por ter se aliado aos assassinos de seu pai adotivo e, quatro dias depois, os exércitos senatoriais chegaram em Bolônia para tentar livrar Décimo Bruto, que estrava cercado em Mutina. Em 20 de março, uma nova proposta de paz elaborada por Lépido e Planco foi mais uma rechaçada.
Em 14 de abril foi travada a Batalha do Fórum dos Galos e os exércitos senatoriais venceram Antônio, mas Pansa foi ferido de morte (moribundo, foi o próprio Pansa que alertou Otaviano dos planos do Senado). Sete dias depois, ocorre a Batalha de Mutina, na qual Antônio foi novamente vencido e o general Aulo Hírcio foi morto. Pansa morreu na noite de 22 para 23 de abril. Antônio levantou o cerco, ordenou que Basso iniciasse a marcha para se reunir a ele e fugiu, primeiro para Tortona e depois para Genoa, onde esperou por Basso. Em 3 de maio, os dois exércitos reunidos prosseguiram com a retirada até chegarem, em 15 de maio, em Forum Julii, na Gália Narbonense.

## Eventos posteriores
Apesar de Antônio ter sido derrotado por duas vezes em combate, os dois cônsules foram mortos. A partir de 30 de maio, começaram as negociações com Lépido e finalmente os cesarianos se reconciliaram. Este último havia cruzado, em 26 de abril, o Ródano seguindo para a Itália. Por causa disto, Cícero fez com que o Senado o declarassem inimigo público em 30 de junho. Em 19 de agosto, Otaviano abandonou sua aliança com ele e marchou sobre Roma à frente de oito legiões; a guarnição da cidade desertou imediatamente para seu lado. Ele se fez nomear cônsul com Quinto Pédio. Antônio, Lépido, Polião e Planco uniram forças e Décimo Bruto tentou detê-los, mas suas dez legiões desertam; obrigado a fugir, foi traído por um chefe tribal gaulês que entregou sua cabeça a Antônio. Em Roma, Otaviano tratou de liberar Antônio e Lépido de suas acusações, o que colocou Cícero em desvantagem. Em 11 de novembro, em Bolônia, os três — Otaviano, Marco Antônio e Lépido — acertaram a criação do Segundo Triunvirato. 
Durante toda a duração deste conflito na Itália, Caio Cássio Longino e Marco Júnio Bruto deram início à Guerra Civil dos Libertadores, que só terminaria com a vitória dos cesarianos na Batalha de Filipos, na Grécia, em outubro de 42 a.C..